# L'inconsolabile
L'inconsolabile (L'inconsolable) è un cortometraggio del 2011 diretto da Jean-Marie Straub basato su Dialoghi con Leucò di Cesare Pavese.

## Trama
Orfeo, fallito il tentativo si riportare Euridice dagli inferi, ritorna fra i vivi con l'animo incupito. Il film è basato sul dialogo tra Orfeo e la Baccante.

## Produzione
Il cinema di Straub continua, anche dopo la morte di Huillet, ad essere la messa in scena di testi letterari seguendo, per ideologia e stile teatrale, il tragitto segnato da Marx e Brecht, già percorso e filtrato, in questo caso come nel lungometraggio Dalla nube alla resistenza, attraverso Pavese.